# 하이 피델리티 퓨어 오디오

로고

하이 피델리티 퓨어 오디오(High Fidelity Pure Audio, 약칭 HFPA)는 오디오 전용 블루레이 광 디스크를 위해 유니버설 뮤직 그룹이 진두지휘한 마케팅 이니셔티브이다. 2013년 콤팩트 디스크(CD)의 잠재적인 후계자로 시작되었으며 비슷한 목표를 가진 DVD-A, SACD와 비교된다.
HFPA는 24-bit/96 kHz 또는 24-bit/192 kHz 리니어 PCM("고해상도 오디오")로 인코딩되며, 선택적으로 돌비 트루HD 또는 DTS-HD 마스터 오디오로 무손실 압축이 가능하다.
HFPA 디스크들은 기존 블루레이 플레이어와 호환된다.
퓨어 오디오 블루레이(Pure Audio Blu-ray)는 2009년 독일의 msm-studios가 시작한 다른 이니셔티브를 가리킨다.(그러나 목표는 동일함)